# Иван Кирчев
Иван Пенев Кирчев е български драматичен актьор.

## Биография
Роден е в Арнаутито на 30 януари 1900 г. През 1928 г. завършва философия и германистика в Берлинския университет и в Райнхардовото театрално училище в Берлин. До 1932 г. е актьор в Аахен, Германия. След завръщането си в България играе през 1932– 1933 г. в Бургаски общински театър, а от 1933 до 1942 г. в Народния театър. След 1942 г. заедно със съпругата си Надя Афеян се установява във Виена. При една от бомбардировките на Виена, на 7 февруари 1945 г. загива заедно с няколкомесечното им дете.

## Роли
Иван Кирчев играе множество роли, по-значимите са:
- Мортимър – „Мария Стюард“ от Фридрих Шилер
- Каплан и Де Стогонбер – „Света Йоанна“ от Джордж Бърнард Шоу
- Чоки – „Престолът“ от Иван Вазов
- Алкмен – „Еленовото царство“ от Георги Райчев
- Милко – „Иванко“ от Васил Друмев
- Орландо – „Както ви се хареса“ от Уилям Шекспир
- Джералд Арбутнот – „Жена без значение“ от Оскар Уайлд
- Альоша – „Покойник“ от Бранислав Нушич[1]

## Филмография
Играе в ролята на Вълчо във филма „Те победиха“ от 1940 г.